# 太阴寺
35°29′36″N 111°38′55″E / 35.49333°N 111.64861°E
太阴寺位于中国山西省运城市绛县卫庄镇张上村旁，现已列为第五批全国重点文物保护单位。

## 历史
太阴寺始建于北魏，一说创建于唐永徽元年（650年），因上寺位于太阴山上而得名。金大定二十年（1180年），高僧慈云重修太阴寺，又在此印刻《赵城金藏》。元大德元年（1297年）大修。大德七年（1303年）河东大地震中得以幸存。明清多次修缮，形成规模庞大的建筑群。1916年大火后，仅存大雄之殿（南大殿）。

## 建筑
太阴寺坐南朝北，占地8748平方米，有山门、北殿、南殿等建筑。
大雄之殿（南大殿）为金代原构，建于台基之上，面阔五间，进深三间，单檐悬山顶，正面全部设隔扇门，殿内有金代慈云雕造的木雕卧佛一尊。殿内的三尊菩萨木雕头部和满堂壁画已于1923年被盗卖至荷兰。卧佛的颈部也曾被盗割，留下了深深的锯痕。
北殿是从别处整体迁移而来。

## 保护
2001年6月25日，太阴寺由中华人民共和国国务院公布为第五批全国重点文物保护单位，编号5-260。 